# Xã Price, Quận Monroe, Pennsylvania
Xã Price (tiếng Anh: Price Township) là một xã thuộc quận Monroe, tiểu bang Pennsylvania, Hoa Kỳ. Năm 2010, dân số của xã này là 3.573 người.